# 理論言語学
理論言語学（りろんげんごがく、英語：Theoretical Linguistics）は、以下の2つの用法がある。

## 一般言語学
研究対象を特定の言語に限定せず、言語一般を対象とし、そこに共通してみられる普遍的な事象を扱うことで、人類の言語一般に潜む諸性質、法則などの発見を目的とする言語学である。個別言語学と対比される。一般言語学（General Iinguistics）ともいう。統語論、形態論、音韻論、音声学などはすべて一般言語学の範疇にある。

## 経験科学としての言語学
原始要素の集合と原理および規約・制約の集合からなる言語のモデルを構築し、それがもたらす予測群を実際の現象に照らし合わせて確認、あるいは棄却・修正を行うという、理想化と仮説検証法による言語学。仮説検証法という部分を強調するために「経験科学としての言語学」と言う場合がある。
形式言語学を同義に用いることもあるが、必ずしも数理的方法を採用しているわけではない。広義には仮説検証法による言語の研究はすべて理論言語学ということができ、文献学的伝統や哲学的伝統などの中にしばしばこれに相当する研究を見出すことができるが、生成言語学を指すのが慣用となっている。